# Pogrom von 1096 in Mainz
Das Pogrom von 1096 in Mainz ereignete sich vom 27. bis zum 29. Mai 1096, als die Massen des Volkskreuzzugs, einer ersten Welle des Ersten Kreuzzugs, die Stadt Mainz erreichten.

## Ausgangslage

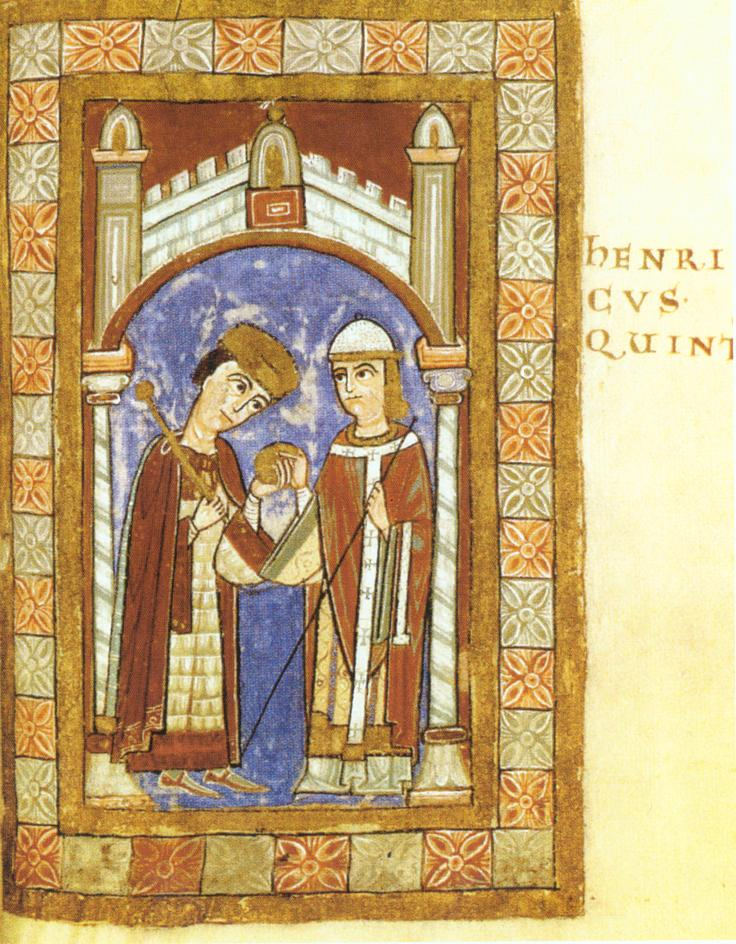
König Heinrich V (links) und Erzbischof Ruthard (rechts).

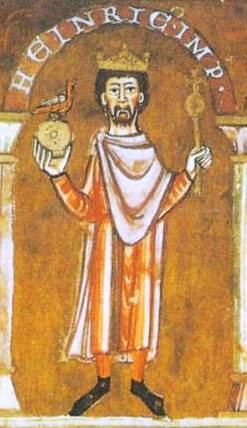
Heinrich IV.

Die jüdische Gemeinde in Mainz gehört zu den ältesten in Deutschland. Die ältesten erhaltenen Zeugnisse belegen bereits in der zweiten Hälfte des 10. Jahrhunderts eine blühende Gemeinde. Schon 1012 wurde die Gemeinde durch König Heinrich II. aus Mainz vertrieben, 1084 kam es nach einem Stadtbrand zu einer weiteren Vertreibung, bei der ein erheblicher Teil der Gemeinde nach Speyer floh.

Papst Urban II. hatte den Beginn des Kreuzzugs für den 15. August 1096 geplant. Menschen aus Westeuropa – vor allem aus verarmten Unterschichten – sahen das als Chance, eine Alternative aus ihrer hoffnungslosen Lebenssituation in einer seit 1090 anhaltenden Hungerperiode zu finden. Bereits im April 1096 bildete sich daraus ungeplant eine Massenbewegung, die eigenständig nach Jerusalem aufbrechen wollte, sich zunächst aber mordend und plündernd gegen die jüdischen Gemeinden im Rheintal, angrenzenden Gebieten und entlang der Donau wandte. 

Diese Massenbewegung umfasste mehrere 10.000 Menschen. 
In den Städten des Rheintals gab es eine ganze Reihe jüdischer Gemeinden, so auch in Mainz. Die Einwohner jüdischen Glaubens standen unter dem Schutz des Königs, damals Heinrich IV., der damit örtlich den Erzbischof von Mainz als Stadtherren beauftragt hatte. Das war 1096 Erzbischof Ruthard.

Eine Gruppe der Massenbewegung des Ersten Kreuzzugs unter der Führung von Clarembald de Vendeuil, Thomas de La Fère und Guillaume Le Charpienter (Guillaume de Melun) hatte bereits in Speyer und Worms gewütet. 
Diese Gruppe zog, von Süden kommend, das Rheintal hinab und erreichte als erste am 25. Mai 1096 Mainz.